# Fabula
Fabula (lat. fabula, značenje: priča) je naziv za sažeto prepričano književno delo. U fabuli se prilikom opisivanja (prepričavanja) tog teksta koriste važni detalji, koji će omogućiti slušaocu da stekne svoju sliku o junacima i događajima tog dela. Najčešće se koristi za opis kraćih tekstova, za prepričavanje dužih tekstova se koristi siže, zasnovan samo na pukom opisu radnje i glavnih likova. 
Fabula se koristi i da bi se dotakli motivi određenog dela i stekla predstava o tome koja je poruka dela. Na osnovu fabule se prilikom analize lako određuje i tema teksta, jedna od najbitnijih stvari savremene analize književnih dela. U fabuli se opisuju uzročno-posledični događaji, ali i sporedni i manje važni. Često je ljudi poistovećuju sa „sadržajem“, što ipak nije sasvim tačno. Pripovetke, romani, drame i epovi predstavljaju dela sa fabulom, a lirika, esej ili putopisi, budući bez fabule, predstavljaju opisna ili refleksivna dela.